# Daniel Derichebourg
Daniel Derichebourg, né en décembre 1952, est le créateur et président du groupe Derichebourg, opérateur de services aux entreprises et aux collectivités, présent dans 12 pays et sur 3 continents. Il refuse les interviews et interdit toute photo de lui sauf une fois pour Challenges.

## Biographie

### Enfance
Daniel Derichebourg a grandi à Stains dans la banlieue nord de Paris. Sa mère, Ida Derichebourg, est originaire de Roumanie et son père, Guy Derichebourg, récupérateur de déchets, l’inclut rapidement dans la gestion de ses affaires.

### Carrière

#### Le développement de l'entreprise familiale
Il commence à travailler dans l'entreprise familiale de collecte de déchets et de recyclage dont il prendra la direction et le contrôle au milieu des années 1980. Sous son impulsion, la société Derichebourg devient la 3e société française de collecte de déchets industriels après Onyx (Vivendi) et la Lyonnaise des eaux.

#### La création d'un groupe international
En 1993, il vend sa société au groupe Waste Management et entre en 1994 au capital de la CFER, holding de tête de la Compagnie française des ferrailles (CFF). Il en devient actionnaire majoritaire en 1996. 
En juin 2006, il achète la société Penauille active dans les services aux entreprises et l’aéroportuaire.
Le 18 juillet 2007, les groupes CFF et Penauille, tous deux présidés par Daniel Derichebourg, fusionnent pour former le groupe Derichebourg, dont il devient le président. Il acquiert à cette date le club de rugby professionnel Club athlétique Brive Corrèze Limousin, qu'il revendra en 2009 à un consortium d'investisseurs. Il fait l'acquisition en 2017 du Château de Crémat, domaine viticole de vins de Bellet,.

#### Vie privée
Daniel Derichebourg a deux fils: Thomas, né en 1976, qui dirige la filiale Environnement et Boris, né en 1978, qui dirige Derichebourg Multiservices et les opérations d'Elior Group.

## Fortune
La fortune de la famille Derichebourg fin 2020 peut être calculée sur la base de la valeur de l'entreprise qu'elle dirige (803 millions d'euros), dont elle possède 41 % à travers la holding CFER, soit une fortune de 330 millions d'euros. Le magazine Challenges l'évaluait à 190 millions d'euros le 3 juillet 2020.

## Sources et références
1. ↑  « Entre l'hôtel Crillon et Waterloo », leparisien.fr,‎ 2009-04-18cest07:00:00+02:00 (lire en ligne, consulté le 20 septembre 2017)
2. ↑  Biographie de Daniel Derichebourg, Dirigeants-entreprise.com, 20 février 2012
3. ↑   , Boursier.com, Penauille Polyservices : CFF va racheter la part détenue par Jean-Claude Penauille dans le holding de contrôle, 13 juin 2006
4. ↑  « Le groupe Derichebourg vend le club de Brive » (consulté le 21 juillet 2016)
5. ↑  La rédaction, « Placé en liquidation judiciaire, le Château de Crémat a un nouveau propriétaire », sur Nice-Matin, 17 décembre 2017 (consulté le 22 septembre 2024)
6. ↑  Vladimir Kauffmann, « Daniel Derichebourg s’offre le Château de Crémat », sur Revue Vinicole Internationale – RVI, 7 avril 2018 (consulté le 22 septembre 2024)
7. ↑  « Daniel Derichebourg »